# Arrest Brandao/Joral
Het arrest Brandao/Joral (HR 3 mei 2002, NJ 2002/393) is een belangwekkend arrest van de Hoge Raad dat van belang is voor het leerstuk van het indirect tegenstrijdig belang in het Nederlandse ondernemingsrecht. Het wordt gerekend tot de zogenaamde standaard arresten.

## Casus
Mevrouw Brandao is 50% eigenaar van Sundat Curaçao NV. Op 17 april 1997 komt een managementovereenkomst tot stand tussen Sundat en Joral Management NV. Joral zal tegen een bedrag van NAƒ 50.000 per maand en verder gemaakte kosten gedurende zeven jaar personeel beschikbaar stellen in de personen van Johan Alfred M. en Robert Anthony M.. Bij het aangaan van de overeenkomst wordt Sundat vertegenwoordigd door directeur Alfred John M., terwijl Joral wordt vertegenwoordigd door de directeuren John Alfred M. en Robert Anthony M.. John Alfred en Robert Anthony zijn beiden zoons van Alfred John M. Vader Alfred John M. sterft op 29 juni 1997. 

## Procesgang
Brandao vordert vernietiging van het bestuursbesluit van Sundat om de managementovereenkomst aan te gaan. Deze vordering wordt door de rechtbank op de Antillen toegewezen. Dit vonnis wordt vernietigd door het Antilliaanse Hof. Brandao gaat in cassatie bij de Hoge Raad in Den Haag.

## Rechtsvraag
In Brandao/Joral spelen meerdere rechtsvragen, onder meer naar de actio pauliana. Ten aanzien van indirect tegenstrijdig belang is de belangrijkste vraag in hoeverre een aandeelhouder de vernietiging van een intern bestuursbesluit tot het aangaan van een overeenkomst op grond van tegenstrijdig belang kan inroepen.

## Hoge Raad
De Hoge Raad stelt:

3.5.2 De in de wet opgenomen tegenstrijdig-belangregeling (...) gaat ervan uit dat het risico, voortspruitend uit de mogelijkheid dat de bestuurder bij zijn handelen, dat gericht moet zijn op het belang van de vennootschap, zijn persoonlijk belang laat prevaleren, moet worden vermeden. Onder tegenstrijdig belang moet in dit verband ook worden verstaan een indirect tegenstrijdig belang zoals zich voordoet in de onderhavige zaak, waarin een vennootschap, vertegenwoordigd door haar bestuurder, handelt met een vennootschap waarbij die bestuurder en directe familieleden (...) betrokken zijn. (...) Indien een vennootschap (...) geen raad van commissarissen heeft, is de algemene vergadering van aandeelhouders (...) (art. 2:146 BW) bevoegd om in gevallen van tegenstrijdig belang een bijzondere vertegenwoordiger aan te wijzen. Deze bepaling is van dwingend recht. Gezien de reeds gereleveerde strekking van genoemde bepalingen, zal in het algemeen op het bestuur de plicht rusten om de algemene vergadering zo tijdig te informeren over de aanwezigheid van een tegenstrijdig belang, dat zij in de gelegenheid is haar bevoegdheid uit te oefenen. Wordt nagelaten deze informatie te verschaffen, dan kan een door het bestuur in een dergelijk geval genomen besluit op vordering van iedere belanghebbende, onder wie de aandeelhouder, in rechte worden vernietigd.

Voorts merkt de Hoge Raad op dat de interne vernietiging van het bestuursbesluit binnen Sundat niet automatisch ook de vernietiging van de overeenkomst tussen Sundat en Joral inhoudt:

3.6 (...) De door B. voorgestelde vordering tot vernietiging van het bestuursbesluit betreft een interne vennootschappelijke aangelegenheid van Sundat, die kan worden onderscheiden van de rechtsverhouding tussen Sundat en Joral. Het is dan ook rechtens niet noodzakelijk dat de beslissing met betrekking tot het bestuursbesluit ten aanzien van Sundat en Joral in dezelfde zin luidt.

## Relevantie
De relevantie van het arrest Brandao/Joral schuilt in de positieve informeringsplicht die geldt voor het bestuur van een vennootschap tegenover de algemene vergadering van aandeelhouders in gevallen van tegenstrijdig belang. 
Het gevolg van het arrest Brandao/Joral was dat er een zekere onrust ontstond over de rechtszekerheid van interne besluiten. Waren in beginsel alle besluiten waarbij mogelijk een tegenstrijdig belang aan de orde was, maar waarbij het bestuur de algemene vergadering van aandeelhouders, niet op de hoogte had gebracht, vernietigbaar? In het arrest Bruil-Kombex uit 2007 is deze zeer ruime maatstaf wat ingeperkt.
Een onderzoeksplicht wordt in Brandao/Joral niet geformuleerd, dit gebeurt wel in het arrest HR ABN Amro/Dijkema q.q. (2006).

## Latere wetgeving voor stichting en vereniging
Per 1 juli 2021 is de Wet Bestuur en Toezicht Rechtspersonen (WBTR) in werking getreden waarmee wetgever onder andere de tegenstrijdig belang regeling die al gold voor ondernemingen, de besloten vennootschap (BV) en de naamloze vennootschap (NV) een wettelijke basis gaf voor de stichting en de vereniging.